# 1965 (szám)
Az 1965 (római számmal: MCMLXV) az 1964 és 1966 között található természetes szám.

## A matematikában
A tízes számrendszerbeli 1965-ös a kettes számrendszerben 11110101101, a nyolcas számrendszerben 3655, a tizenhatos számrendszerben 7AD alakban írható fel.
Az 1965 páratlan szám, összetett szám, szfenikus szám. Kanonikus alakja 31 · 51 · 1311, normálalakban az 1,965 · 103 szorzattal írható fel. Nyolc osztója van a természetes számok halmazán, ezek növekvő sorrendben: 1, 3, 5, 15, 131, 393, 655 és 1965.
Az 1965 huszonhat szám valódiosztóösszeg-függvényeként áll elő, ezek közül a legkisebb is nagyobb 10 000-nél.